# Лжица

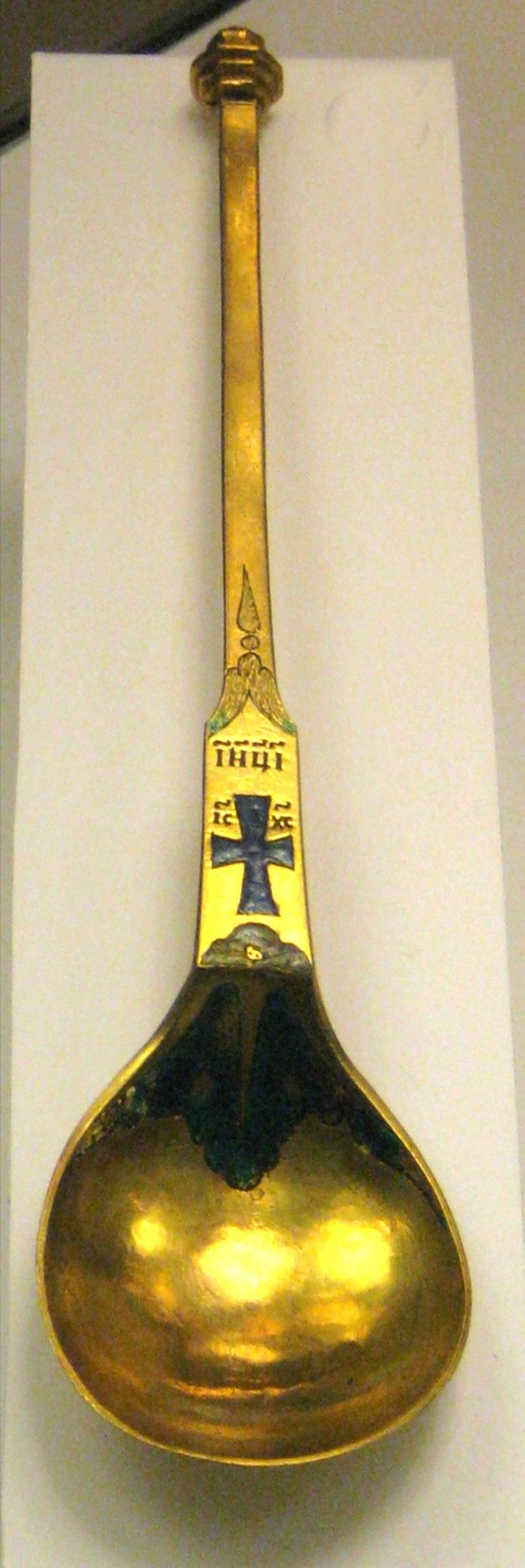
Лжица, Русское царство, конец XVII века

Лжи́ца (от церк.-слав. лъжица; рус. ло́жка, пол. łуżkа) — небольшая ложка с крестом на конце рукояти, используемая в византийском обряде для преподания причастия из потира верующим. Так же как дискос, потир и звездицу, лжицу изготавливают из золота, серебра, олова или металлических сплавов, не дающих окиси.
Во время службы касаться её разрешено только священнослужителям. Исключение делают только в том случае, если человек принимает Святые Дары во время причащения. Использование лжицы при причащении верующих символизирует посредничество Церкви при их духовном окормлении. Без использования лжицы, как правило, в церквях вселенского православия причащаются священнослужители, которые, как и апостолы, принимают Святые Дары раздельно (то есть без смешения Тела и Крови). Только диакон при потреблении Святых Даров после литургии берёт частицы Даров из потира лжицей.
Вопрос о времени появления лжицы является спорным. По мнению Иоанна Мейендорфа лжица появилась в византийском богослужебном обряде в VII веке. Первое документальное подтверждение использования такой утвари связано с Константинопольским собором 861 года. Возможно, лжица была введена в обряд с целью предотвратить случайное проливание в храмах «крови Христовой».
Греческое название лжицы (λαβις — «застёжка, пряжка; клещи») отсылает к клещам, которыми серафим взял раскалённый уголь и коснулся уст пророка Исаии (Ис. 6:6).
Достоверно установить время вхождения в повсеместный обиход лжицы не представляется возможным. На Руси XI века ещё фиксировалось причащение мирян под двумя видами раздельно, при этом миряне причащались из чаши.
В период ограничительных мер, связанных с распространением коронавирусной инфекции Covid-19, применялась различная практика, также использование вместо лжицы одноразовых пластиковых ложек.
Некоторые христианские группы, ранее использовавшие лжицу, вернулись к практике причащения мирян и духовенства из чаши. В храмах вселенского православия такую практику используют при совершении литургии Апостола Иакова.
В ряде христианских групп, придерживающихся византийского обряда, находящихся вне общения со вселенским православием (АПЦ, СПАЦ, Керженское согласие ДПЦ), полностью отказались от использования лжицы при совершении причащения, вернувшись к более древней практике.